# АК-230
30-мм автоматична гармата АК-230 — 30-мм спарена корабельна зенітна автоматична артилерійська установка радянського виробництва.

## Історія створення
Розробка зенітної артилерійської установки АК-230 (яка спочатку мала позначення «КЛ-302») розпочалась у 1956 році. Полігонні випробування проводились у 1959 році. Офіційно установка була прийнята на озброєння у вересні 1962 року під назвою «АК-230-МР-104», але її серійне виробництво розпочалось ще у 1959 році і тривало до 1984 року.

## Конструкція
АК-230 складається з двох 30-мм зенітних автоматів «НН-30» (за прізвищами конструкторів: О. Е. Нудельмана та В. Я. Неменова) та пристрою управління стрільбою «Рись».

### Гармати
Робота автоматики гармати основана на використанні енергії відкату рухомих частин. Казенник автомата виконаний у вигляді револьверного барабану з чотирма симетрично розміщеними патронниками, кожен з яких перед пострілом послідовно підходить до каналу ствола та фіксується відносно його осі. При цьому перший патрон використовується для пострілу, другий — для викидання гільзи пороховими газами, третій та четвертий — для досилання патрона у патронник. Така схема дозволяє досягти скорострільності 1050 пострілів за хвилину.
Автомати змонтовані на спільній люльці та оснащені системою рідинного охолодження. Зовнішнє охолодження забезпечується циркулюванням охолоджуючої рідини між стволом та зовнішнім кожухом, внутрішнє — за рахунок впорскування рідини в казенник ствола.
Установка виконана у вигляді башти, яка забезпечує вертикальне наведення стволів у межах від — 12° до +87°. Наведення здійснюється за допомогою електродвигунів. Швидкість наведення 40°/сек у вертикальній площині та 55°/сек у горизонтальній площині.
Стрільба ведеться чергами до 100 пострілів на ствол, після чого потрібне охолодження протягом 15-20 хв. В екстрених випадках для забезпечення безперервності вогню допускається стрільба із використанням усього боєкомплекту 500 патронів на ствол чергами по 100 пострілів на ствол із перервами по 15-20 сек. При цьому ствол повністю зношується і для подальшого використання стає непридатним. Крім того, не гарантується живучість окремих деталей автомата.

### Пристрій керування стрільбою
Управління стрільбою здійснюється дистанційно від РЛС або з пульта дистанційного керування з оптичним прицілом.

### Боєприпаси

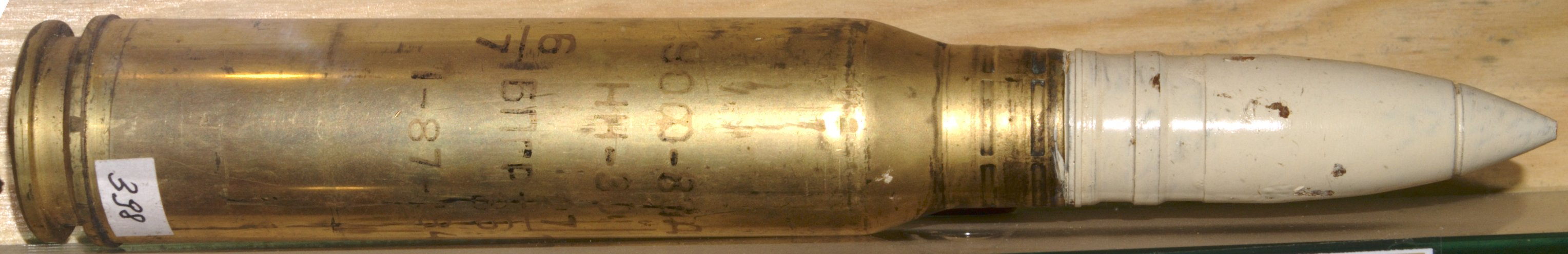
Навчальний снаряд для АК-230

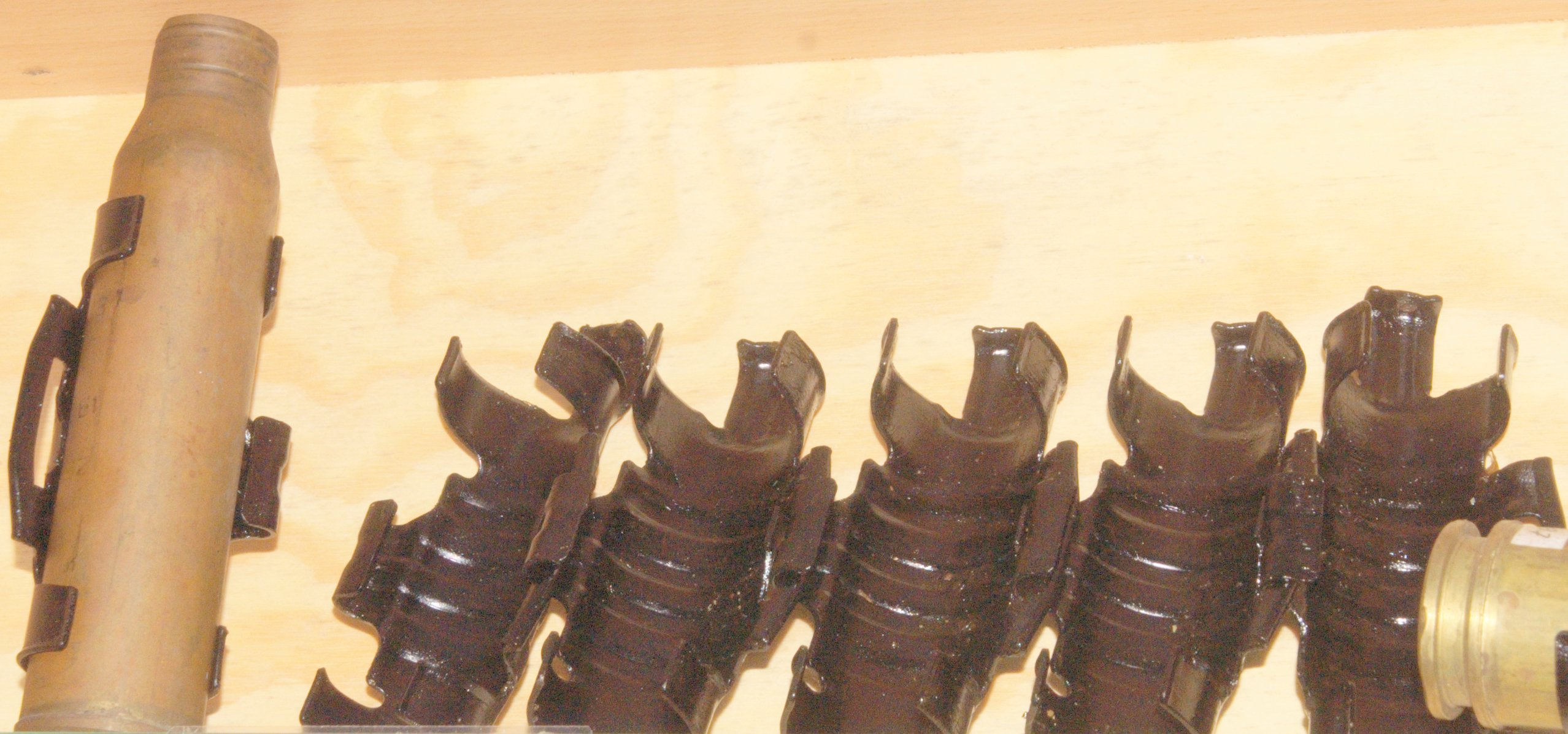
Стрічка живлення для АК-230

Боєкомплект АК-230 складається із осколково-фугасних снарядів ОФ-83, фугасних снарядів Ф-83 та бронебійно-трасувальних снарядів Бр-83.
Снаряди споряджені електрокапсульною втулкою.
Підривачі МГ-30 та МГ-31 — головні, ударно-сповільненої дії, МД-30 — донний, інерційної дії. Вони оснащені самоліквідаторами із часом спрацьовування 11-20 сек.
Стрічка живлення — сталева. Ємність стрічки — 500 патронів. У неї через кожні 15 патронів вкладається бронебійно-трасувальний снаряд. Маса снаряду 1,066 кг.

## Тактико-технічні характеристики
- Тип зброї: двоствольна автоматична гармата
- Калібр — 2х30-мм
- Довжина ствола, калібрів — 65
- Скорострільність, пострілів / хв — 1050 на ствол
- Максимальний кут піднесення, град. — 87
- Швидкість наведення у вертикальній площині, град. / С — 40
- Швидкість наведення в горизонтальній площині, град. / С — 55
- Ефективна дальність стрільби, км — 6,8
- Досяжність по висоті, м — 4800
- Тип снаряда — Ф, ОФ, Бр
- Маса снаряда, кг — 0,36
- Кількість готових до стрільби пострілів — 500 на ствол
- Маса артустановки, т — 1,97

## Модифікації
Зенітну артилерійську установку АК-230 випускали у таких варіантах:
- АК-230А — для кораблів з бортовою електромережею постійного струму 220 В
- АК-230Б — для кораблів з бортовою електромережею змінного струму 380 В, 50 Гц
- АК-230М — варіант для встановлення на тральщиках, відрізнявся використанням маломагнітних сплавів

## Використання

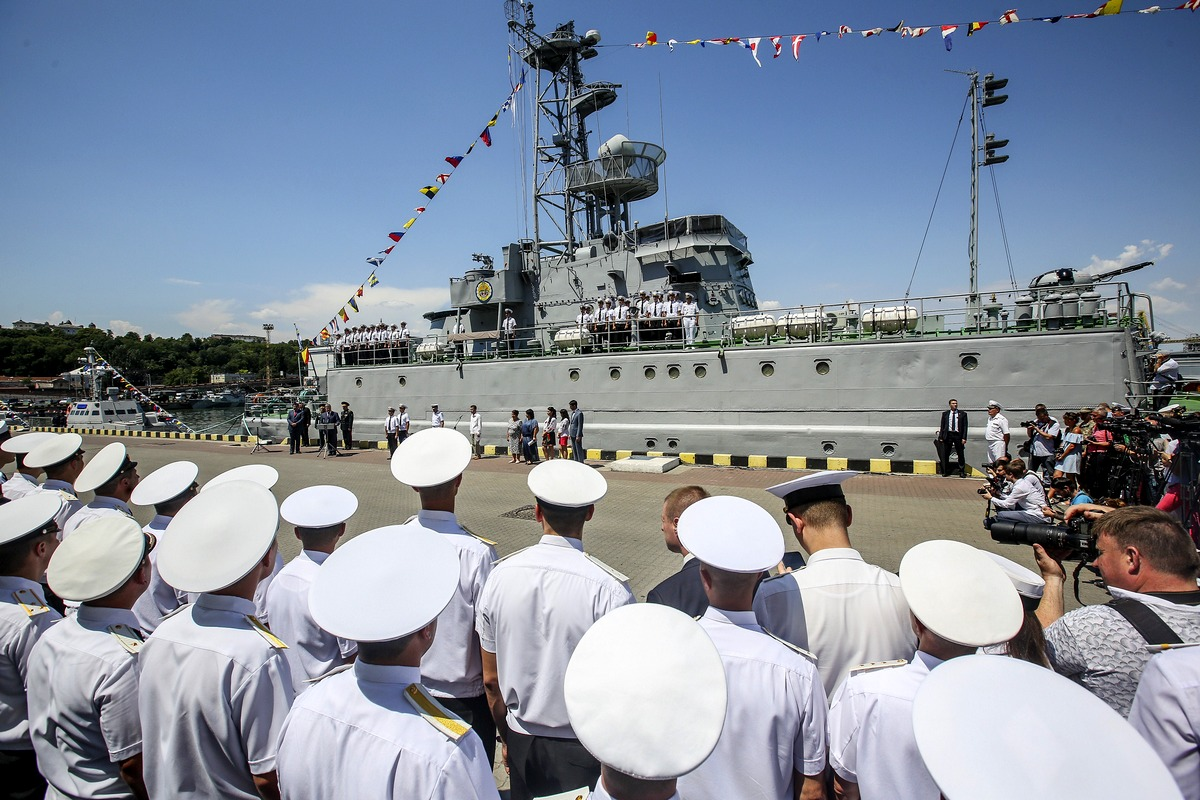
Установка АК-230 на середньому десантному кораблі L401 «Юрій Олефіренко»

Зенітні артилерійські установки АК-230 встановлювали майже на всі військові кораблі ВМФ СРСР, які будували у період її виготовлення. Зокрема, установку отримали ракетні катери проєкту 205, торпедні катери проєкту 206, тральщики проєкту 257Д та 266. В ході модернізації установку отримали і кораблі — деякі крейсери проєкту 68-біс, великі протичовнові кораблі проєкту 61М, есмінці проєкту 56 та інші.
Після розпаду СРСР ці кораблі увійшли до складу ВМФ Росії та ВМС України.
- АК-230 була встановлена на індійському авіаносці INS Viraat.

- Артилерійні установки 2×АК-230 встановлені на носовій частині корабля «Юрій Олефіренко»[2].